# Hofanlage Laak 38

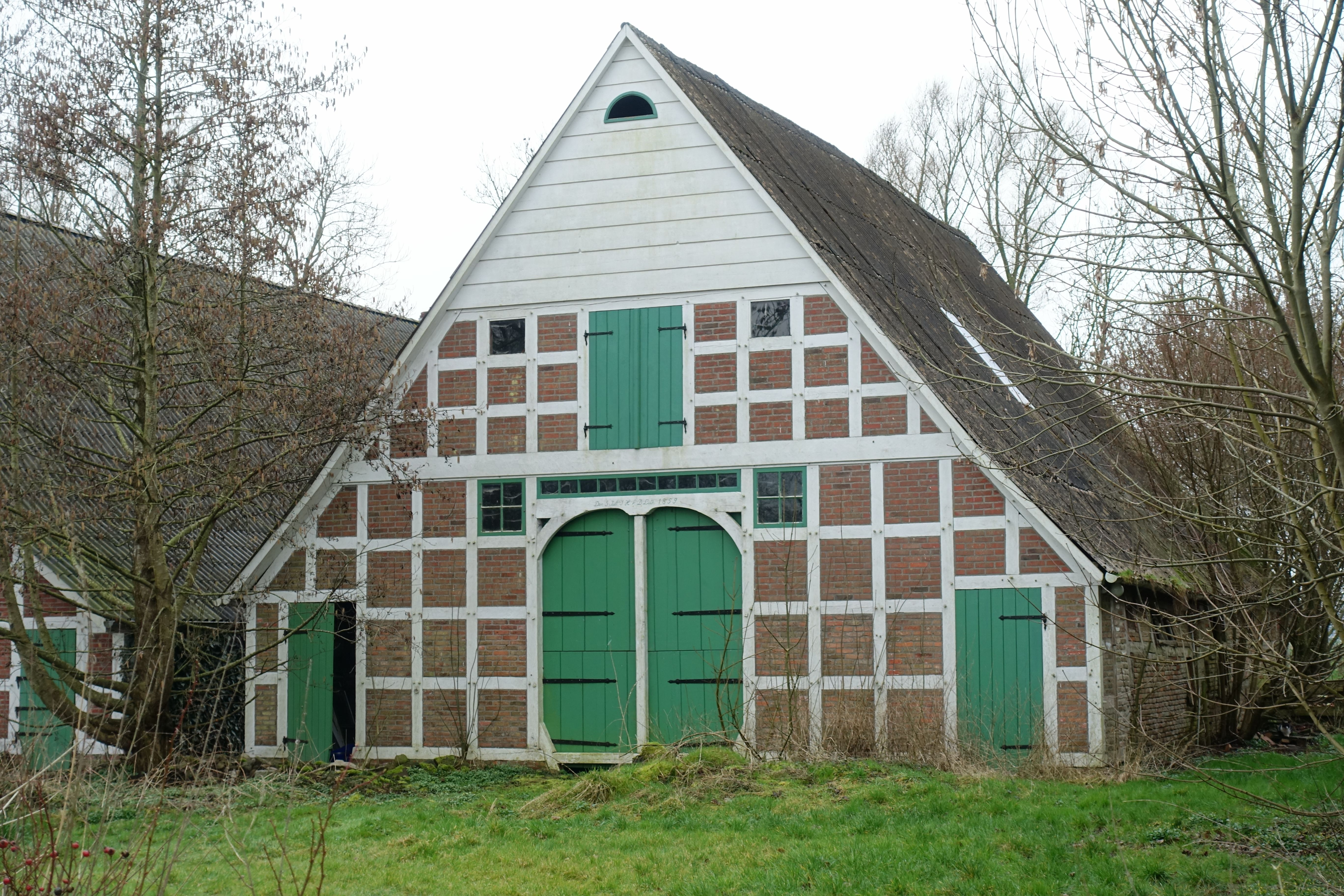
Kruppscheune, Ostfassade (2023)

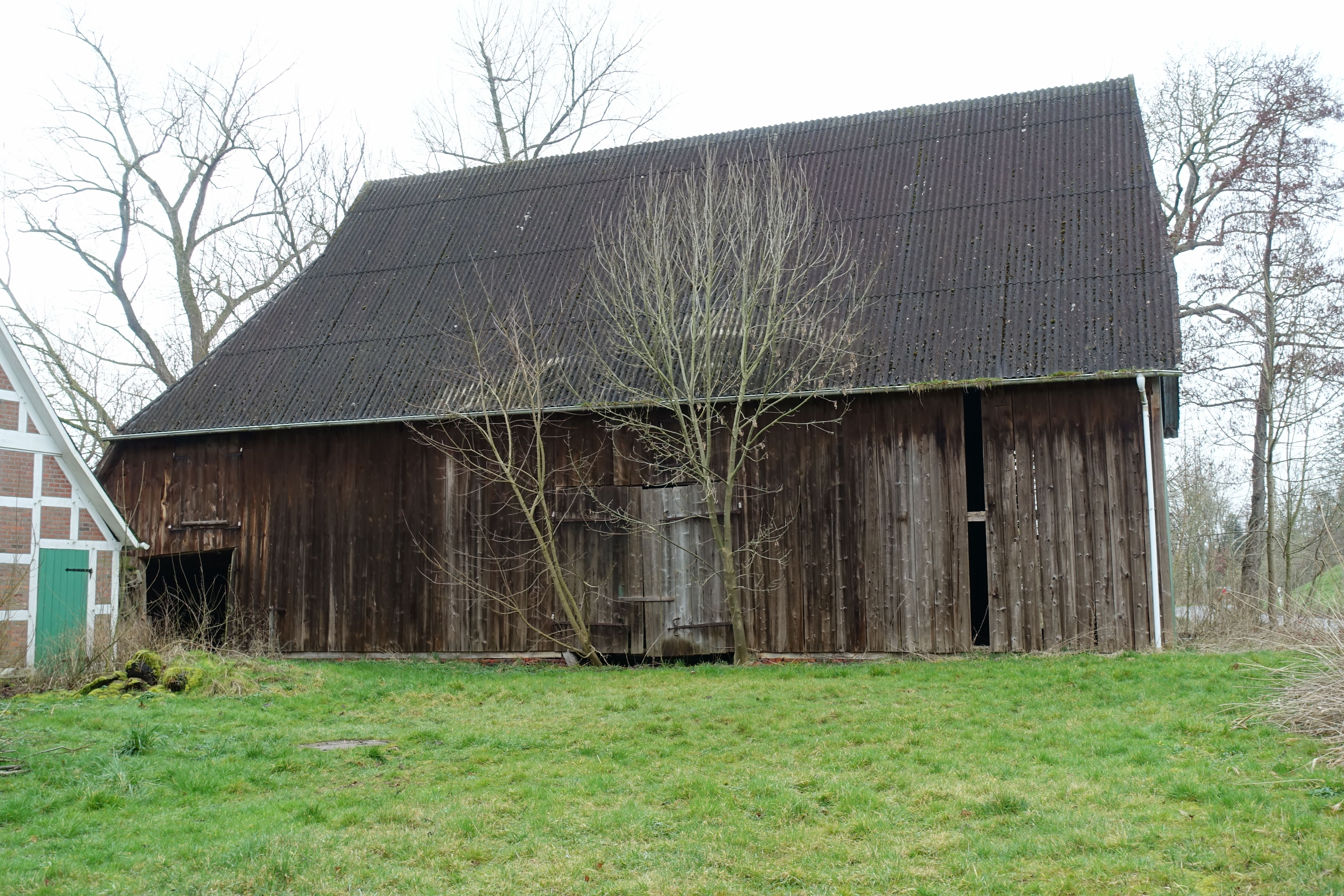
Kornscheune, Südfassade (2023)

Die Hofanlage Laak 38 in der niedersächsischen Samtgemeinde Land Hadeln, Ortsteil Cadenberge-Geversdorf, im Landkreis Cuxhaven, stammt vom Anfang des 19. Jahrhunderts. Aktuell (2024) wird sie wohl  gewerblich genutzt.
Die Gebäude stehen unter Denkmalschutz (siehe auch Liste der Baudenkmale in Cadenberge).

## Beschreibung
Die alleinstehende Hofanlage an der Oste mit firstparallelen Gebäuden, umgeben von einem Wassergraben, besteht aus:
- dem eingeschossigen giebelständigen Wohn- und Wirtschaftsgebäude von um 1820 als Zweiständer-Hallenhaus in Fachwerk mit Steinausfachungen, teilweise massiv in Backstein. Wirtschaftsgiebel in gleichmäßigem Rasterfachwerk mit Uhlenloch, der Grooten Door mit Korbbogen, regionaltypischen senkrechten Verbretterungen in den beiden oberen Giebeldreiecken sowie mit sechs Fach langer Diele,[2]
- der ähnlichen giebelständigen Kruppscheune (Viehscheune) von 1859 (Inschrift) als Zweiständerbau in Fachwerk mit Steinausfachungen, Satteldach, Giebel mit regionaltypischen senkrechten Verbretterungen, Uhlenloch und Grooter Door mit Korbbogen[3]
- und einer weiteren giebelständigen (Korn-)Scheune von um 1850 als verbretterter Wandständerbau mit Satteldach und am Südwestgiebel mit einer Kübbung.[4]

Das Landesdenkmalamt befand u. a.: „… eine für die Marsch typische Hofanlage des 19. Jahrhunderts ….“